# Sheohar (huyện)
Huyện Sheohar là một huyện thuộc bang Bihar, Ấn Độ. Thủ phủ huyện Sheohar đóng ở Sheohar. Huyện Sheohar có diện tích 443 ki lô mét vuông. Đến thời điểm năm 2001, huyện Sheohar có dân số 514288 người.